# 昌东镇
昌东镇是中国江西省南昌市南昌县下辖的一个镇。

## 行政区划
昌东镇共辖2个居委会和28个行政村，分别是：
尤口居委会、滁槎居委会、山湖村、三联村、长胜村、光明村、阳门村、杨家村、黄家村、闵吴村、中尚村、楼厂村、瑶湖村、东谢村、尤口村、钱岗村、巷口村、日新村、芦源村、三房村、滁槎村、李家村、下尾村、吉南村、五爱村、赵围村、岭永村、瑶湖水产场。